# 殷山站
殷山站（：／ Ŭnsan yŏk */?）是朝鮮民主主義人民共和國平安南道殷山郡殷山邑的一個鐵路車站，属于平罗线和殷山線。

## 邻近车站
平罗线
新蓮浦站 - 殷山站 - 首阳站
殷山线
殷山站 - 鹤山站